# Västgötalagen

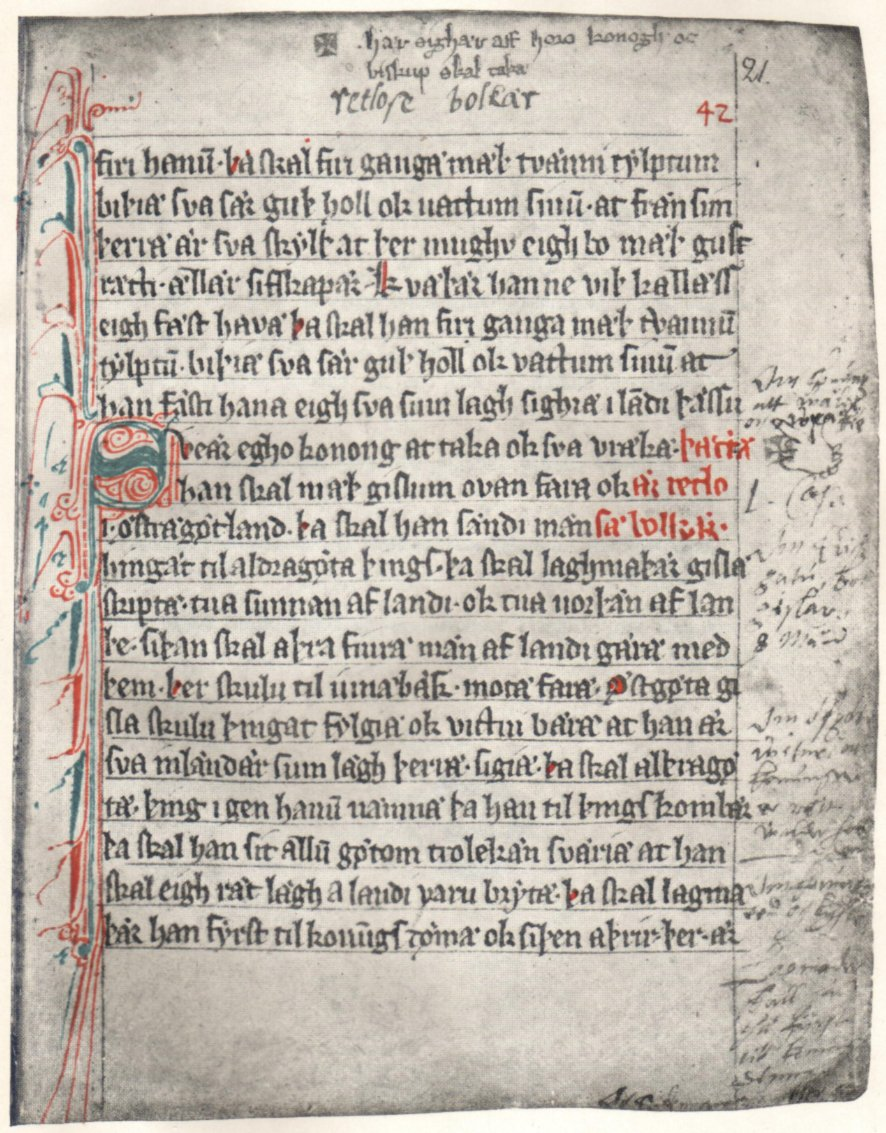
Una copia de la ley Äldre Västgötalagen de finales del.

Västgötalagen (o Ley de los Godos del Oeste) es el texto escrito en alfabeto latino del idioma sueco más antiguo y el cuerpo legal más viejo de las tierras de Suecia. El texto fue escrito durante el siglo XIII temprano y era el código usado en Västergötland (tierra de los gautas occidentales) durante la segunda mitad de dicho siglo; el códice también estuvo vigente en Dalsland y en el noroeste de Småland. La autoría se atribuye a Eskil Magnusson (1175 - 1227), lagman de Västergötland entre 1217 y 1227.

## Características
El texto completo más viejo data de 1281. Fragmentos más pequeños de un texto aún más viejo datan del 1250. El código existe en dos versiones, el Äldre Västgötalagen (o vieja ley de los godos occidentales, Holm B 193) y el Yngre Västgötalagen (o nueva ley de los godos occidentales, Holm B 59) que se conservan en la Biblioteca Nacional de Suecia. La primera republicación en los tiempos modernos fue de Hans Samuel Collin y Carl Johan Schylter en 1827. Una nueva edición de Gösta Holm fue publicada en 1976.

## Enlaces
- Texto de Äldre Västgötalagen en la Wikisource sueca

- Datos: Q726721